# Ель-Хасаб
Ха́саб — місто, адміністративний центр провінції Мусандам Султанату Оман, а також однойменного вілайєту. Розташоване за 500 км на північний захід від столиці Маскату, в ексклаві, оточеному з суші територією ОАЕ. Населення 17730 чоловік (2003). Арабське назва міста можна перекласти на українську як родючий. Хасаб ще називають «Арабською Норвегією» через те, що місто оточують фьорди та високі гори. Хасаб приваблює туристів з усього світу, охочих помилуватися пейзажами і зробити занурення з аквалангом, побачивши унікальну морську флору і фауну. В околицях міста знаходиться найвища точка півострова Мусандам — гора Харім (2087 м). Місто було засноване португальцями, які заклали тут, у природної глибоководної гавані, на початку XVII століття, фортецю.
Зі столицею Омана Маскатом мається повітряне сполучення. Аеропорт Хасабу, що знаходиться кілька захід, має злітно-посадкову смугу протяжністю 2500 м.
У Хасабі три готелі.
Приблизно за 2 кілометри від міської межі розташований порт Ель-Хасаба, здатний приймати великі круїзні кораблі.

## Пам'ятки
- Форт з зубчастими стінами, побудований в 17 столітті португальцями в міській бухті. Відреставрований на початку 1990 р.
- Ринок, де продаються вироби народних промислів, у тому числі знамениті мусандамські сокири.